# Recherche locale à grand voisinage
 (novembre 2020).
 (novembre 2020).
Améliorez-le ou discutez des points à vérifier. 
En optimisation, une méthode de recherche locale à grand voisinage est un algorithme de recherche locale dont la définition de voisinage est potentiellement de taille exponentielle.